# Massif Snowdon
Pour les articles homonymes, voir Snowdon.
Le massif Snowdon est un des trois principaux massifs montagneux de Snowdonia, en Galles du Nord, incluant des sommets à plus de 3 000 pieds (914 mètres) d'altitude, avec le Glyderau et le Carneddau. Il culmine au mont Snowdon, plus haut sommet du pays de Galles à 1 085 mètres d'altitude.
Il est entouré par le village de Llanberis et les lacs Llyn Padarn et Llyn Peris au nord. Il est bordé par la vallée Pass of Llanberis, traversée par la route A 4086 et qui sépare le massif Snowdon du Glyderau au nord-est. Le col du Pen-y-Pass se trouve à l'est. La vallée de Nant Gwynant, au sud-est, est traversée par la route A 498 ; elle abrite les lacs de Llyn Gwynant et Llyn Dinas et sépare le massif Snowdon du Moelwynion. Le village de Beddgelert se trouve au sud. Enfin, il est bordé à l'ouest par les vallées de l'Afon Colwyn et de l'Afon Gwyrfai, lequel alimente le lac Llyn Cwellyn ; elles sont traversées par la route A 4085, qui dessert le village de Rhyd Ddu, et séparent le massif Snowdon du groupe montagneux du Moel Hebog.
Le Snowdon Horseshoe (littéralement « fer à cheval du Snowdon ») est le nom donné à une série semi-circulaire d'arêtes et de pics dominé à l'ouest par le sommet du mont Snowdon. Ses autres sommets sont Y Lliwedd, Garnedd Ugain et Crib Goch.

## Principaux sommets
- Mont Snowdon ou Yr Wyddfa en gallois, 1 085 m
- Garnedd Ugain, 1 065 m
- Crib Goch, 923 m
- Y Lliwedd, 898 m
- Yr Aran, 747 m
- Moel Eilio, 726 m
- Moel Cynghorion, 674 m
- Foel Gron, 629 m

Le mont Snowdon, Y Lliwedd, Yr Aran et Moel Cynghorion sont des marilyns.

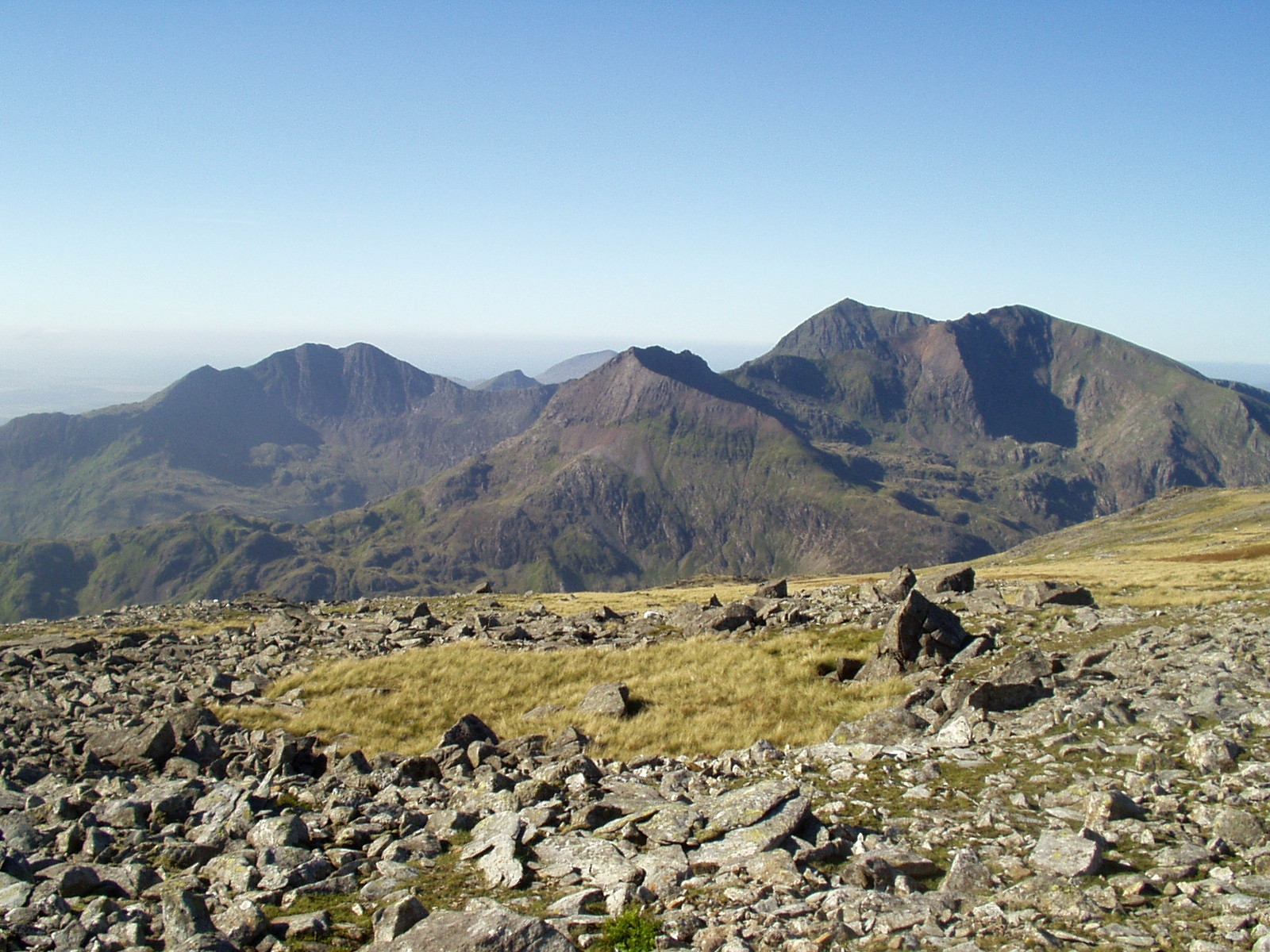
Vue de la partie méridionale du massif Snowdon depuis le Glyder Fawr, dans le Glyderau, au nord-est.

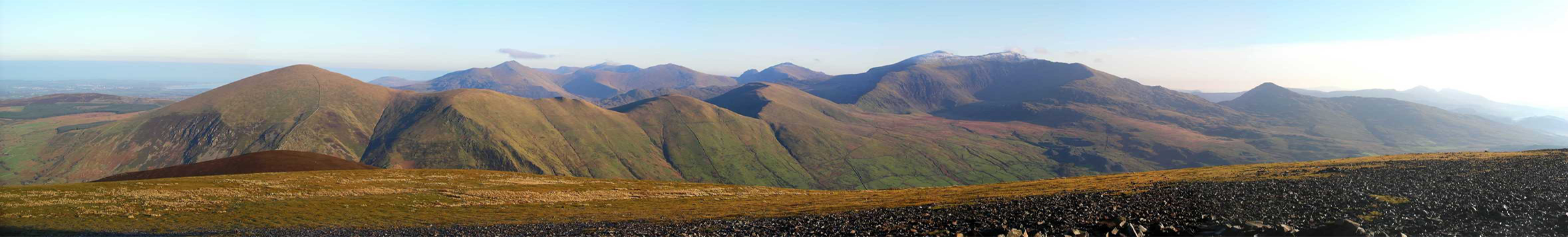
Vue panoramique de la partie septentrionale du massif Snowdon depuis le sommet de Mynydd Mawr, à l'ouest ; de gauche à droite : Y Lliwedd, Crib Goch, Snowdon et Garnedd Ugain.